# Ceparii Pământeni
Ceparii Pământeni – wieś w Rumunii, w okręgu Ardżesz, w gminie Cepari. W 2011 roku liczyła 564 mieszkańców.